# Араша (микрорегион)

Араша на карте.

Араша (порт. Microrregião de Araxá) — микрорегион в Бразилии, входит в штат Минас-Жерайс. Составная часть мезорегиона Триангулу-Минейру-и-Алту-Паранаиба. Население составляет 	204 412	 человек (на 2010 год). Площадь — 14 097,631	 км². Плотность населения — 	14,50	 чел./км².

## Демография
Согласно сведениям, собранным в ходе переписи 2010 г. Национальным институтом географии и статистики (IBGE), население микрорегиона составляет:						
| Полное население                             | Полное население                             | Полное население                             | Полное население                             | 204 412 |
| -------------------------------------------- | -------------------------------------------- | -------------------------------------------- | -------------------------------------------- | ------- |
| в том числе:                                 | Городское население                          | 182 269                                      | Процент городского населения, %              | 89,17   |
|                                              | Сельское население                           | 22 143                                       | Процент сельского населения, %               | 10,83   |
|                                              | Мужское население                            | 103 315                                      | Процент мужского населения, %                | 50,54   |
|                                              | Женское население                            | 101 097                                      | Процент женского населения, %                | 49,46   |
| Плотность населения, чел/км²                 | Плотность населения, чел/км²                 | Плотность населения, чел/км²                 | Плотность населения, чел/км²                 | 14,50   |
| Население микрорегиона в % к населению штата | Население микрорегиона в % к населению штата | Население микрорегиона в % к населению штата | Население микрорегиона в % к населению штата | 1,04    |

## Статистика
- Валовой внутренний продукт на 2003 год составляет 2 455 486 163,00 реалов (данные: Бразильский институт географии и статистики).
- Валовой внутренний продукт на душу населения на 2003 год составляет 13 620,47 реалов (данные: Бразильский институт географии и статистики).
- Индекс развития человеческого потенциала на 2000 год составляет 0,795 (данные: Программа развития ООН).

## Состав микрорегиона
В составе микрорегиона включены следующие муниципалитеты:
1. Араша
2. Кампус-Алтус
3. Ибия
4. Нова-Понти
5. Педринополис
6. Пердизис
7. Пратинья
8. Сакраменту
9. Санта-Жулиана
10. Тапира